# L'Ouverture du cinquième sceau

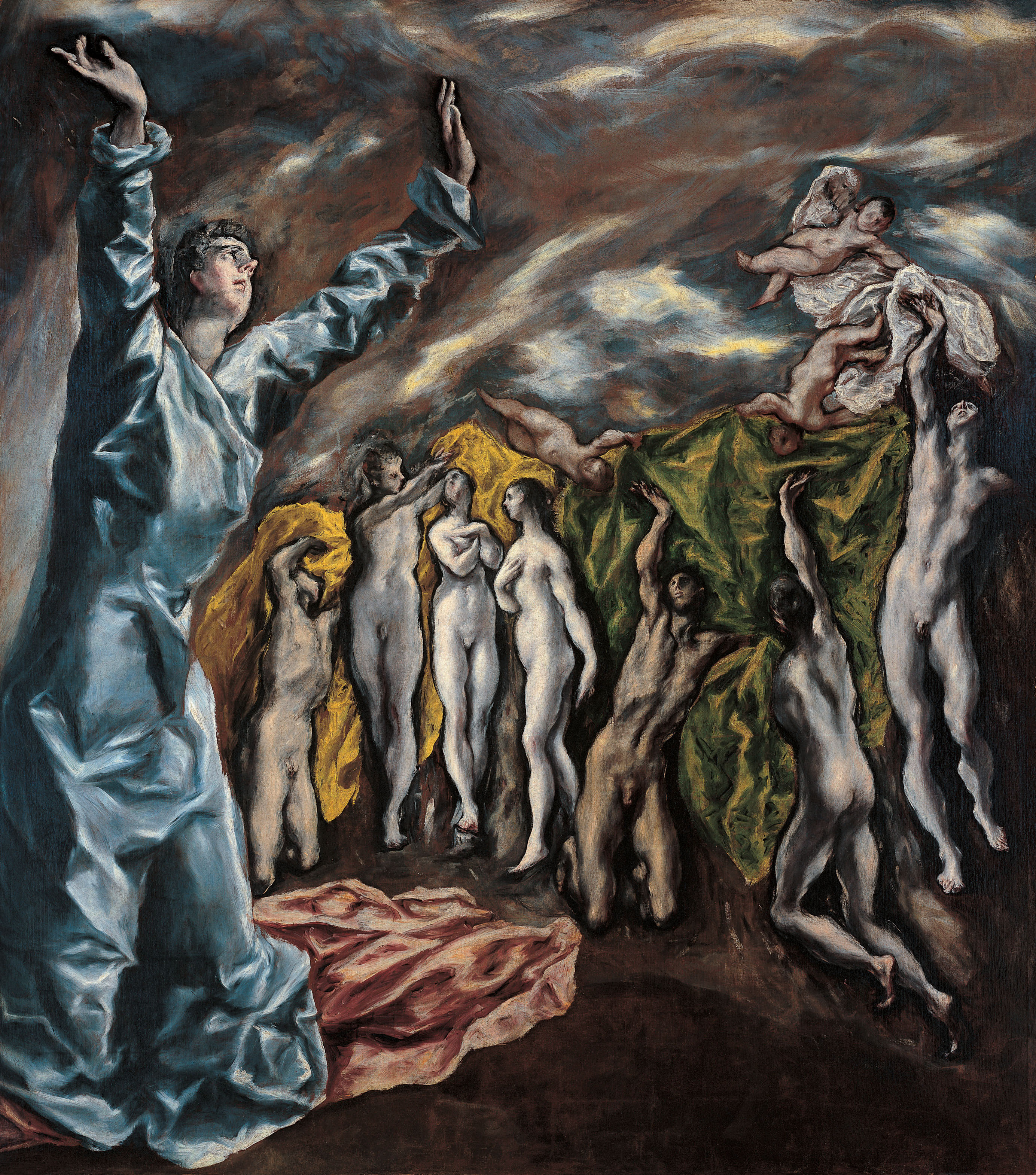
L'Ouverture du cinquième sceau ou La Vision de saint Jean.

L'Ouverture du cinquième sceau, ou La Vision de saint Jean, est un tableau du Greco (1541-1614), peint entre 1608 et 1614. Cette huile sur toile mesure 224,8 cm de hauteur pour 199,4 cm de largeur et se trouve à New York, au Metropolitan Museum of Art, sous le titre de « The Opening of the Fifth Seal ».

## Histoire
Ce tableau a été peint dans les dernières années de la vie du Greco, pour un autel latéral de l'église Saint-Jean-Baptiste, hors les murs de Tolède, dépendant de l'hôpital du même nom. Dans l'inventaire de l'œuvre du Greco réalisé après sa mort en 1614, le tableau figure sous le titre de Saint Jean l'Évangéliste voyant le mystère de l'Apocalypse. Ce serait l'un des éléments d'un triptyque, avec L'Annonciation (aujourd'hui à l'hôpital central de Madrid) et Le Baptême du Christ (à l'église Saint-Jean-Baptiste de Tolède).
Au XIXe siècle, cette grande peinture appartenait à Antonio Cánovas del Castillo, premier ministre du royaume d'Espagne. Insatisfait du pauvre état de conservation de la peinture, il la fit «restaurer» vers 1880. La restauration ôta 175 centimètres dans la partie supérieure, donnant ainsi une grande importance à Saint Jean l'Évangéliste vêtu de bleu sur la gauche et donnant un caractère d'étrangeté rare à l'ensemble.
Après la mort de Cánovas en 1897, la peinture fut vendue à Rafael Vázquez de la Plaza  puis vendue en 1905 pour mille pesetas à Ignacio Zuloaga, peintre qui fut décisif dans la redécouverte de l'œuvre du Greco en Europe. Ce tableau est représenté au fond de son œuvre intitulée Mis amigos, (Mes amis) qui montre différents membres notables de la Generación del 98. L'on sait que Zuloaga a montré ce tableau à Rilke et à Picasso, qui s'en est inspiré pour Les Demoiselles d'Avignon, déclarant que ce tableau possède  un «pouvoir visionnaire» qui en fait un «précurseur du modernisme». En 1956, le Musée Zuloaga vendit cette œuvre majeure au Metropolitan Museum of Art de New York.
Avant 1908, cette œuvre était intitulée Amour sacré et Amour profane. C'est Cossío qui lui a donné le nom d'Ouverture du cinquième sceau (Apertura del Quinto Sello). Le Metropolitan Museum, où elle est exposée, commente à son acquisition : «le tableau est inachevé et fort endommagé et corrodé.

## Thème de la peinture

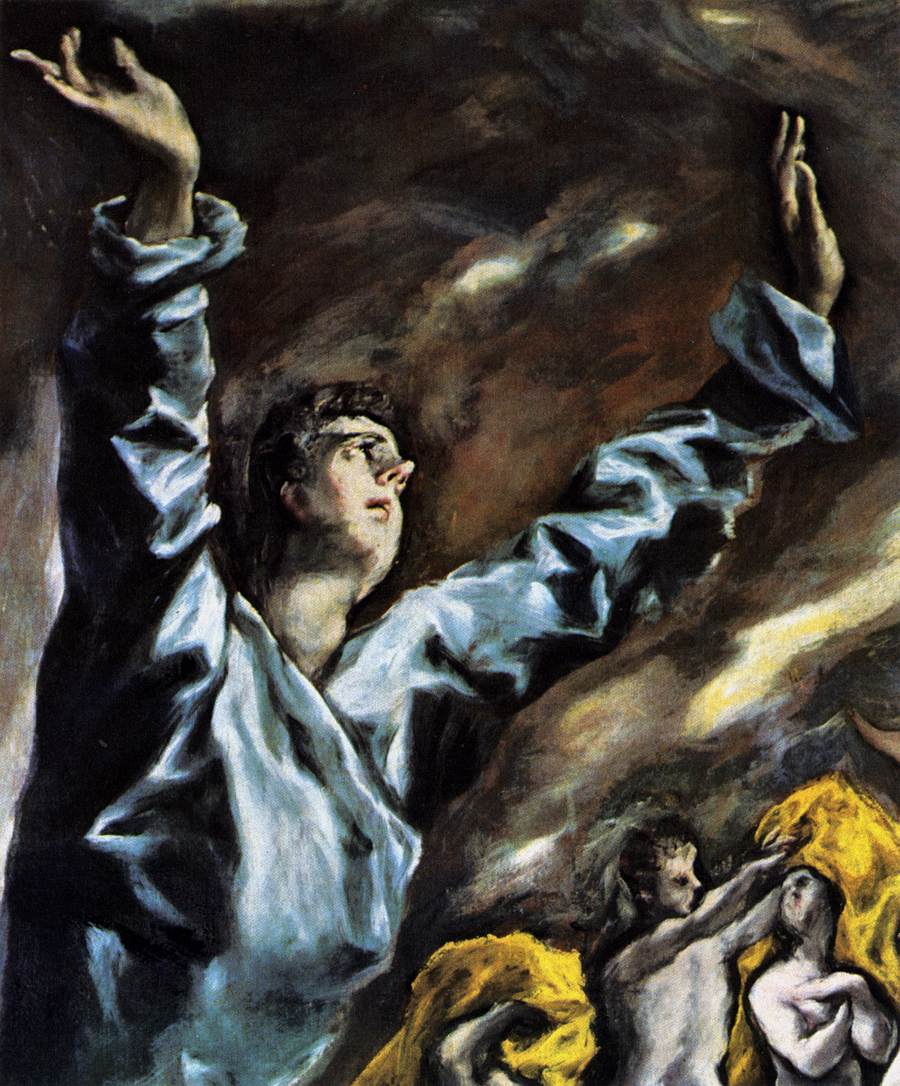
Détail du tableau : saint Jean.

Le thème est tiré de l'Apocalypse de saint Jean (6:9-11), montrant les âmes des martyrs criant justice à Dieu, sur leurs persécuteurs de la terre. La figure  extatique de saint Jean domine la toile, tandis que derrière lui se dressent les âmes dénudées tordues d'émotion quand elles reçoivent des anges les toges du salut. 
La portion supérieure de la toile a été perdue en 1880 quand le tableau a été raccourci. Certains experts pensent qu'elle pourrait être Le Concert des anges (tableau également raccourci) qui est aujourd'hui à la Pinacothèque nationale d'Athènes. Certains experts sont d'avis que la section inférieure conservée représente l'amour profane, tandis que la partie supérieure serait l'amour divin ou sacré.
Le cadre datant des environs de 1670 a été réalisé à Séville, en bois de pin et doré à la feuille d'or et d'argent. Les angles et les parties médianes sont sculptés d'entrelacs de feuilles d'acanthe

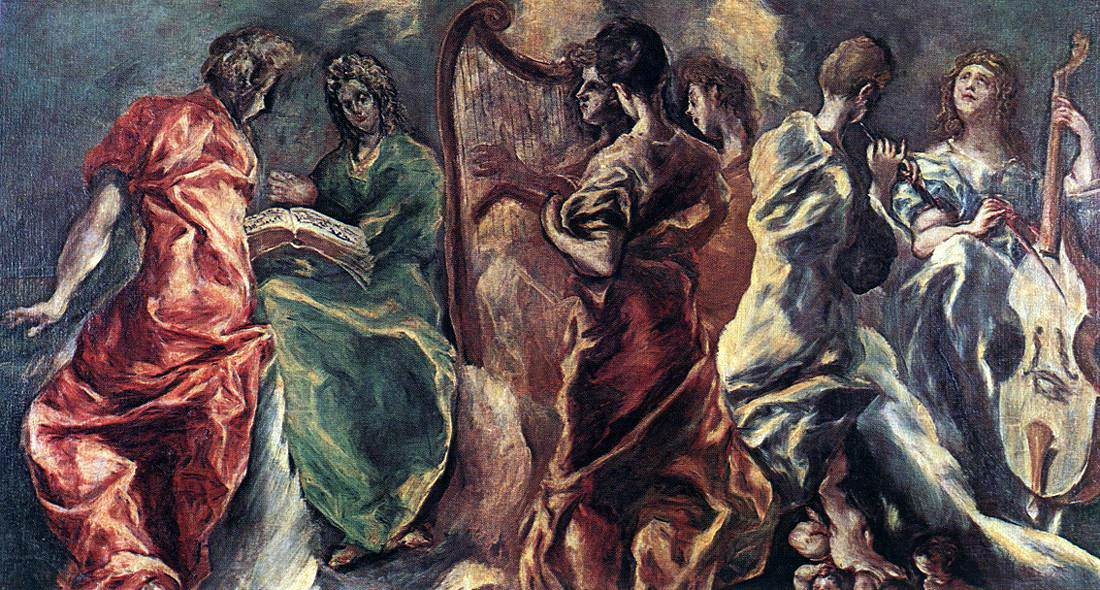
Le Concert des anges.

|  |  |

## Expositions
Ce tableau a été exposé à Paris au Grand Palais, du 16 octobre 2019 au 10 février 2020  pour la rétrospective Greco.